# 7 v. Chr.
Portal Geschichte | Portal Biografien | Aktuelle Ereignisse | Jahreskalender | Tagesartikel

◄ |
2. Jahrhundert v. Chr. |
1. Jahrhundert v. Chr. |
1. Jahrhundert |
►

◄ | 20er v. Chr. | 10er v. Chr. | 0er v. Chr. | 0er |
10er |
►

◄◄ | ◄ | 10 v. Chr. | 9 v. Chr. | 8 v. Chr. | 7 v. Chr. |
6 v. Chr. |
5 v. Chr. |
4 v. Chr. |
► |
►►
Staatsoberhäupter

## Ereignisse
- Kaiser Han Aidi besteigt nach dem Tod seines Onkels Han Chengdi am 17. April den Thron in China.

- Aristobulos, der wegen seiner Abstammung von den Hasmonäern lange Zeit als Nachfolger seines Vaters Herodes in Judäa galt, wird von diesem gemeinsam mit seinem älteren Bruder Alexander wegen angeblicher Umsturzpläne hingerichtet. Herodes’ ältester Sohn Antipatros, auf dessen Intrigen die Anklagen vermutlich erfolgten, rückt damit zum Thronfolger auf.

## Geboren
- um 7 v. Chr.: Jesus von Nazaret, Begründer des Christentums (möglich sind die Jahre 7 v. Chr. bis 4 v. Chr.)

## Gestorben
- 17. April: Han Chengdi, Kaiser der westlichen Han-Dynastie (* 51 v. Chr.)

- Aristobulos, Sohn des Herodes